# Jüdische Gemeinde- und Schulzeitung
Die Jüdische Gemeinde- und Schulzeitung war eine deutschsprachige jüdische Wochenzeitung, die 1873 und 1874 in Budapest im Königreich Ungarn in der Habsburgermonarchie erschienen ist. Der Herausgeber und Schuldirektor Nathan Fischer hatte zuvor bereits von 1865 bis 1868 den Jüdischen Schulboten publiziert. Die Jüdische Gemeinde- und Schulzeitung setzte dagegen einen stärkeren Schwerpunkt auf Gemeindenachrichten. Sie bot ihren Lesern Beiträge zu aktuellen Debatten, Artikel zum Schul- und insbesondere Hebräischunterricht inner- und außerhalb Ungarns, Reformdiskussionen, ein Feuilleton, Rezensionen und druckte Korrespondenzen sowie Regierungserlasse ab. Fischer vertrat eine liberale Position und bewertete die jüngere Entwicklung zur Gleichstellung der ungarischen Juden durchaus positiv. Die Vermittlung von Bildung an die jüngere Generation erklärte er zum dringendsten Desiderat für die jüdischen Gemeinden der Gegenwart, wenn die Gleichstellung erreicht werden sollte. Ebenso wie andere zeitgenössische jüdische Zeitungen thematisierte auch die Jüdische Gemeinde- und Schulzeitung antisemitische Vorfälle und Ausschreitungen. Wegen zu geringer Abonnentenzahlen, darunter insbesondere unter den Lehrern, musste die Zeitung Ende Juni 1874 ihr Erscheinen einstellen.